# Дихтярь, Федора Ивановна
Федора Ивановна Дихтярь (другой вариант фамилии — Дехтярь; англ. Федора Іванівна Діхтяр; 16 декабря 1914 год, село Нехвороща, Константиноградский уезд, Полтавская губерния — 25 марта 1987 год, село Нехвороща, Новосанжарский район, Полтавская область, Украинская ССР) — колхозница, звеньевая колхоза «XXVI партсъезд» Нехворощанского района Полтавской области, Украинская ССР. Герой Социалистического Труда (1948).

## Биография
Родилась 16 декабря 1914 года в крестьянской семье в селе Нехвороща Полтавской губернии. Получила начальное образование. Работала рядовой колхозницей в колхозе имени Ильича в родном селе.
После освобождения Полтавской области в 1943 году от немецких оккупантом участвовала в восстановлении колхозного хозяйства. Потом работала звеньевой полеводческого звена в колхозе «XXVI партсъезд» Ново-Санжарского района. В 1947 году звено собрало в среднем по 30,04 центнера пшеницы с каждого гектара на участке площадью 10 гектаров. В 1948 году была удостоена звания Героя Социалистического Труда «за получение высоких урожаев пшеницы, ржи, кукурузы и сахарной свеклы при выполнении колхозом обязательных поставок и натуроплаты за работу МТС в 1947 году и обеспеченности семенами зерновых культур для весеннего сева 1948 года».
После выхода на пенсию проживала в родном селе, где скончалась в 1987 году. Похоронена на сельском кладбище. Могила Федоры Дихтярь является памятником культуры и истории Украины по Полтавской области.

## Награды
- Герой Социалистического Труда — указом Президиума Верховного Совета СССР от 16 февраля 1948 года
- Орден Ленина